# Воннох, Бесси Поттер
Бесси Поттер Воннох (англ. Bessie Potter Vonnoh; 1872—1955) — американский скульптор, широко известная по работам из бронзы.

## Биография

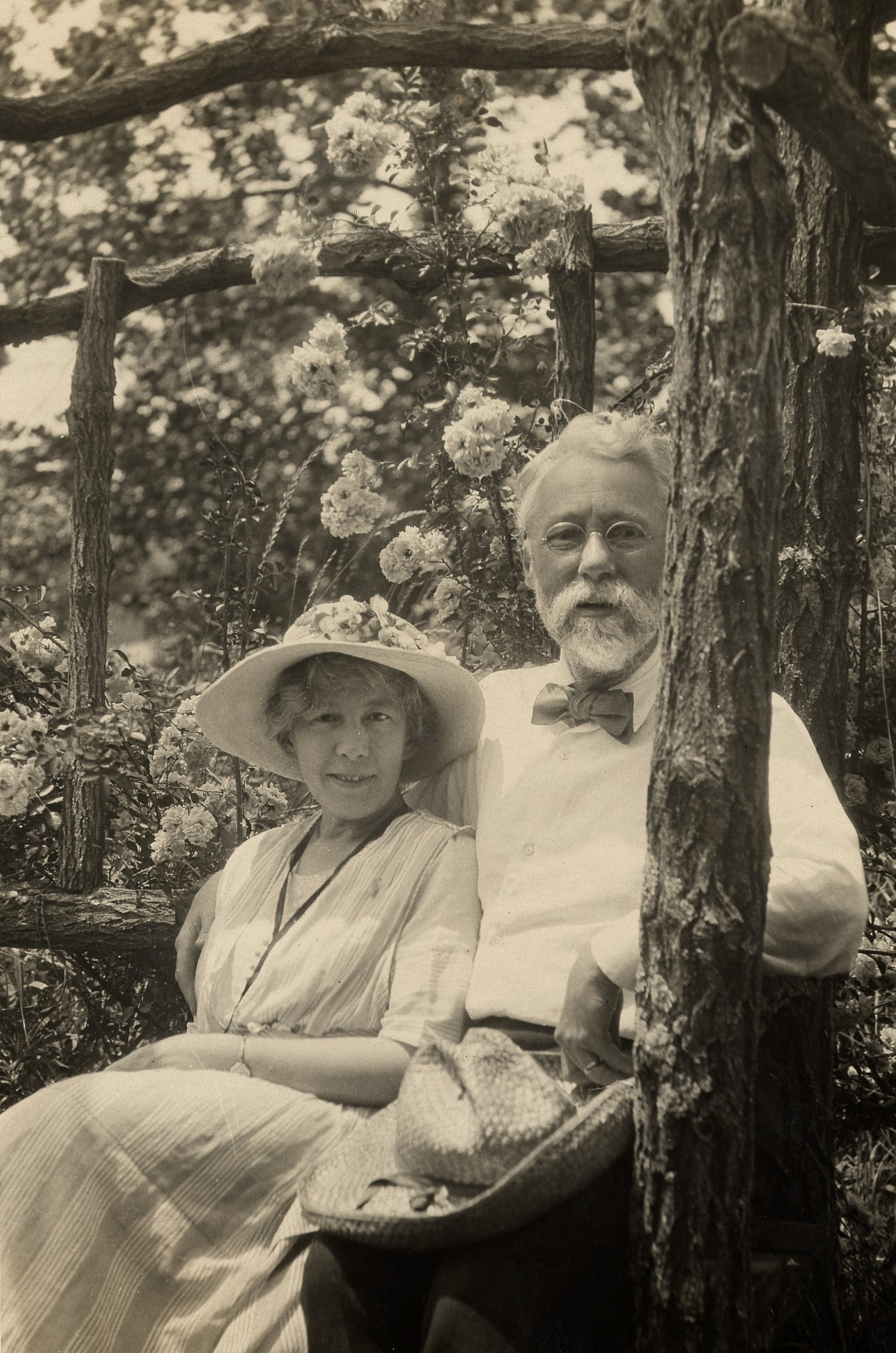
Бесси с мужем Робертом Воннохом, 1930 год

Родилась 17 августа 1872 года в Сент-Луисе, штат Миссури, в семье Александра и Марии Маккенни Поттер. Её отец умер в 1874 году, в результате несчастного случая, и в 1877 году Бесси с матерью присоединились к членам семьи по материнской линии в Чикаго.
Уже в школе Бесси Поттер увлеклась лепкой из глины и в этом возрасте решила стать скульптором. В 1886 году она поступила на курсы при Чикагском институте искусств, будучи в состоянии оплачивать обучение потому, что местный скульптор Лорадо Тафт нанял её на работу в качестве студийного ассистента. С 1890 по 1891 годы она училась в художественном институте, окончив его как скульптор. Бесси в составе группы женщин-скульпторов «Белые кролики» помогала Тафту в оформлении американского павильона садоводства на Всемирной выставке в Чикаго в 1893 году.
В 1895 году она путешествовала по Европе и встретилась с Огюстом Роденом. Выполняла самостоятельные работы, которые получали признание. В 1898 году ей было поручено выполнить бюст генерала Самуила Кроуфорда для Смитсоновской мемориальной арки (англ. Smith Memorial Arch) в Филадельфии.
В 1899 году вышла замуж за художника-импрессиониста Роберта Вонноха и медовый месяц они провели в Париже. В 1900 году на Всемирной выставке в Париже она была награждена бронзовой медалью за свои работы Young Mother и Dancing Girl. Также она выставлялась Панамериканской выставке в Буффало в 1901 году и в 1904 году на Всемирной выставке в Сент-Луисе, Миссури, где была награждена золотой медалью за группу из десяти работ.
В 1903 году Бесси Воннох отдыхала в городе Олд Лайм, штат Коннектикут, где стала членом художественной колонии Old Lyme Art Colony, созданной в 1899 году американским художником Генри Рейнджером, одной из самых известных художественных колоний Соединенных Штатов в эпоху импрессионизма.
В 1915 году работы Воннох были выставлены на Арсенальной выставке в Нью-Йорке. В 1921 году она была избрана академиком Национальной академии дизайна. А в 1931 году она была избрана членом Американской академии искусств и литературы.
В 1933 году её муж Роберт Воннох умер. В 1948 году Бесси Воннох вышла замуж за доктора Эдварда Кейеса (англ. Edward Keyes), который умер в следующем году и замуж она больше не выходила. Умерла 8 марта 1955 года в Нью-Йорке и была похоронена рядом со своим первым мужем на кладбище Duck River Cemetery города Олд Лайм, штат Коннектикут.

## Труды

Некоторые работы
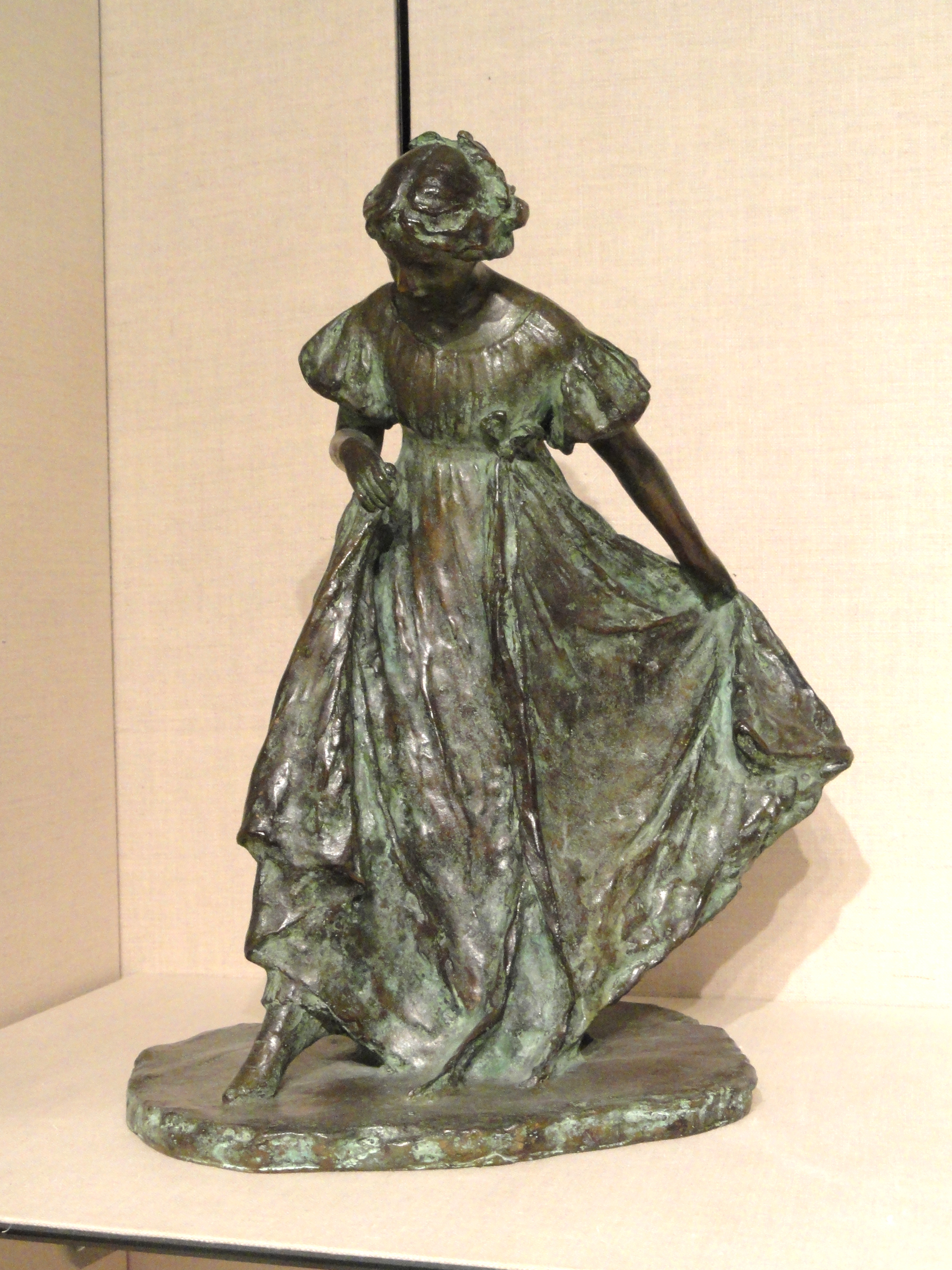
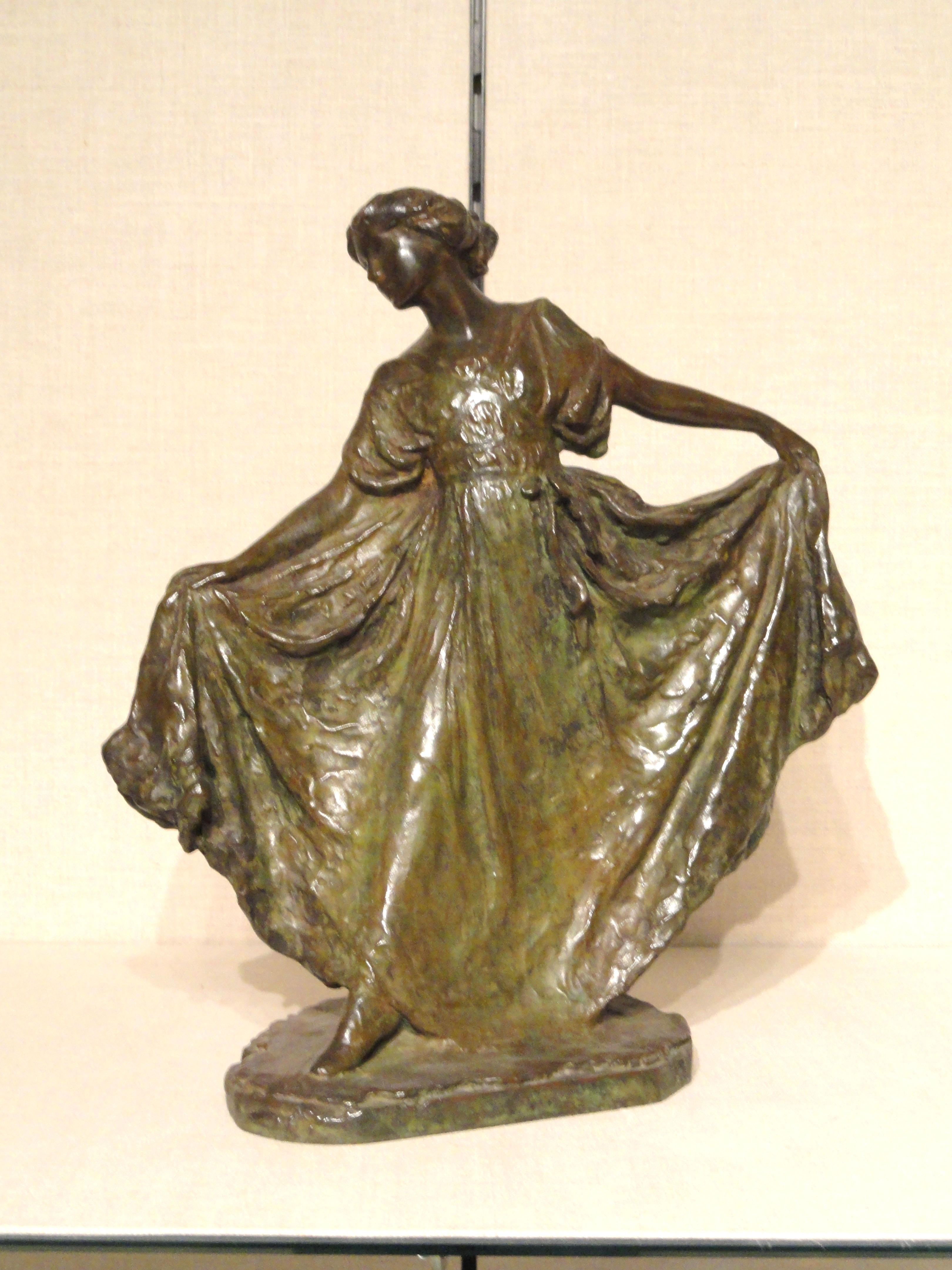